# Гульрез (Вахдатский район)
Гульрез (тадж. Гулрез; ранее Купрукбоши (2004), тадж. Кӯпрукбошӣ) — село в Абдулло Абдулвасиевской сельской общине Вахдатского района. От Гульреза до центра города 4 км, дорога асфальтированная. Население — 5444 человека (2017 г.), таджики.
Расположен на территории производственного кооператива «Хоким Азим».

## Экономика
В селе имеются общеобразовательная средняя школа, районная больница, детский сад, библиотека, дом культуры, пятидневная мечеть, частные торговые центры. Основными отраслями экономики являются: овощеводство, животноводство и зерноводство. Земля орошается рекой Кафирниган.